# Église Saint-Blaise de Vinnac
L'église Saint-Blaise de Vinnac est une église située en France sur la commune d'Estaing, dans le département de l'Aveyron, en région Occitanie.
Elle fait l'objet d'une protection au titre des monuments historiques.

## Localisation
L'église Saint-Blaise est située dans le Nord du département français de l'Aveyron, sur la commune d'Estaing, deux kilomètres à l'est du bourg d'Estaing, dans le hameau de Vinnac qui domine la vallée du Lot d'une centaine de mètres.

## Description
Le chevet polygonal, la nef et le portail situé au sud sont romans. Elle est ornée de nombreuses sculptures romanes (bas-reliefs, chapiteaux historiés et modillons). À l'intérieur, un bas-relief du XIIe siècle en grès représentant la Vierge à l'Enfant est classé au titre des monuments historiques depuis le 18 février 1953.

## Historique
Édifiée sur le modèle de la chapelle de Perse à Espalion, l'église date XIIe siècle. Ultérieurement, après un incendie en 1616, elle a été remaniée par la réfection des voûtes et par l'adjonction de quatre chapelles latérales.
Il s'agissait à l'origine d'un prieuré qui a été uni à la cure en 1487, puis au monastère des Annonciades de Rodez en 1517.
L'édifice est inscrit au titre des monuments historiques depuis le 21 mars 1979.

## Galerie

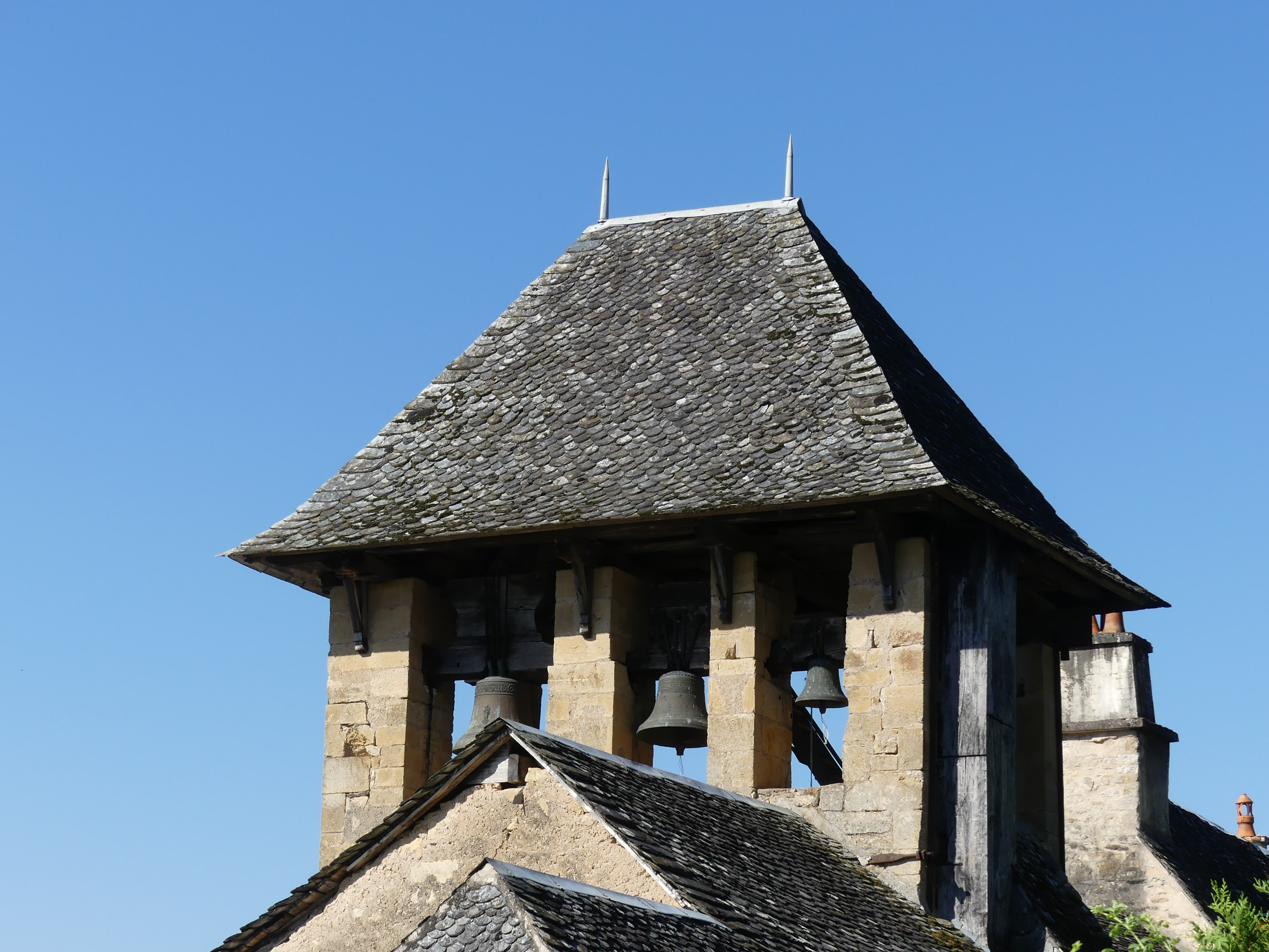
Le clocher-mur.
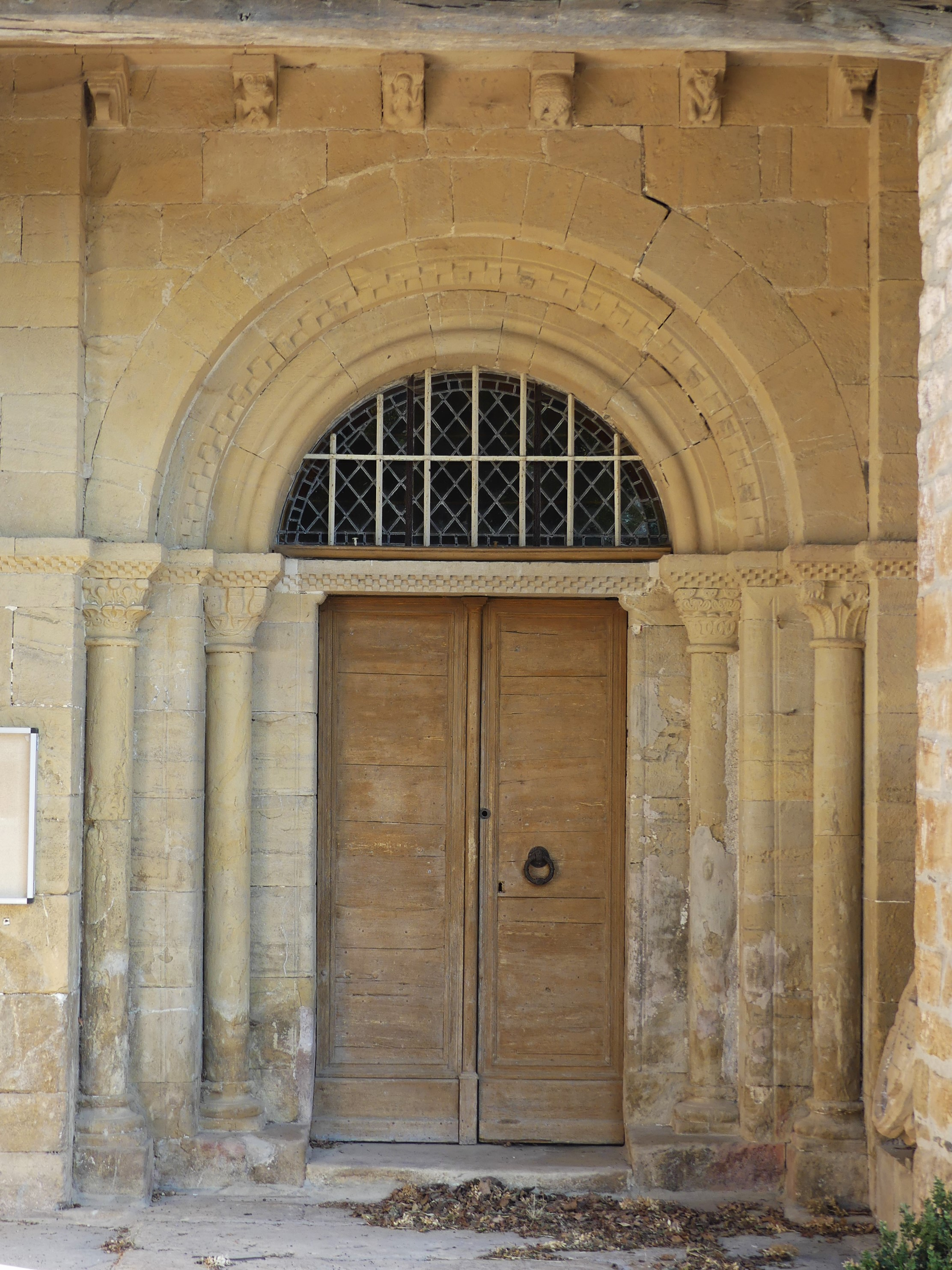
Le portail.
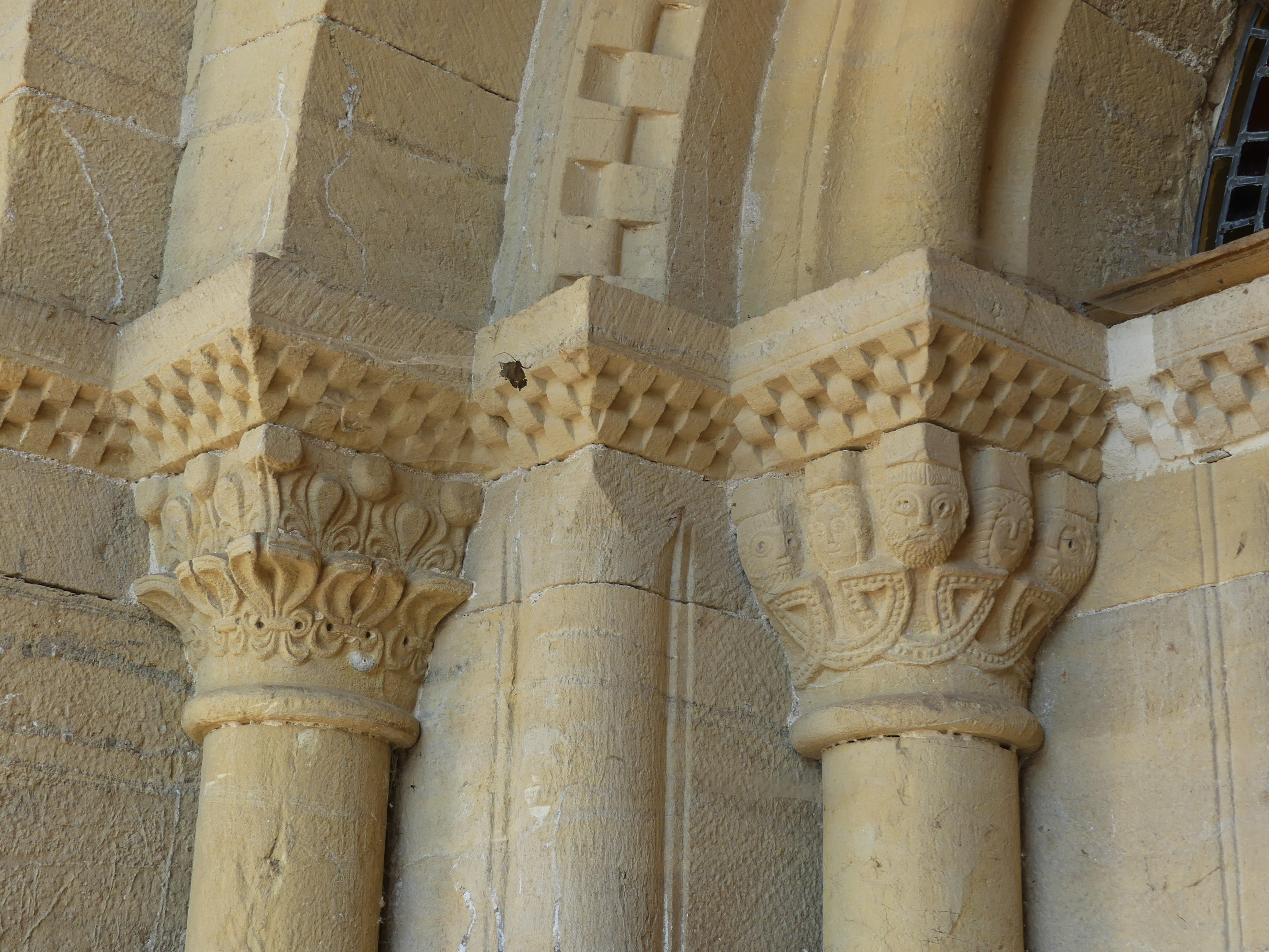
Chapiteaux du portail.
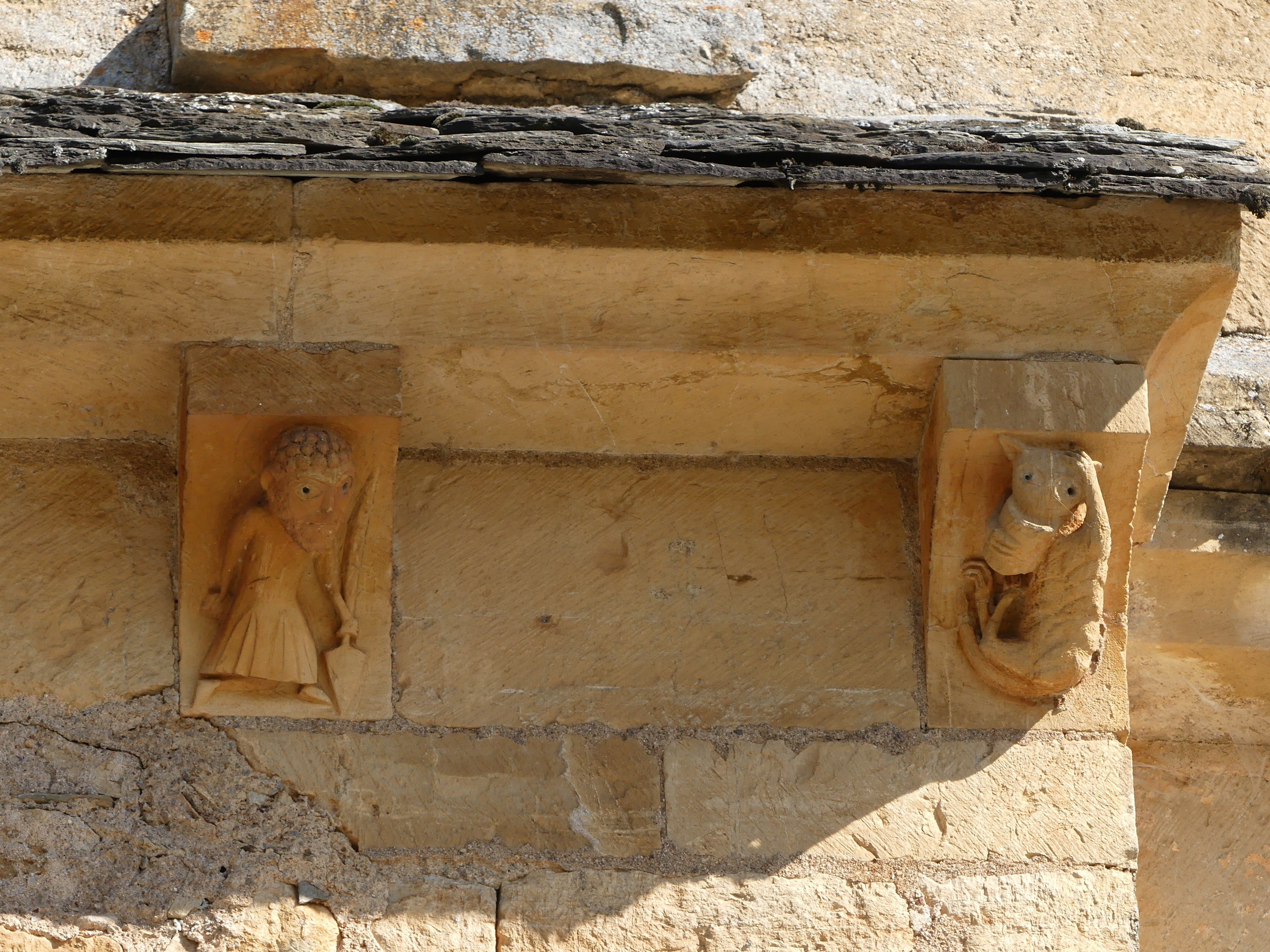
Modillons.